# وفاداری اولستر

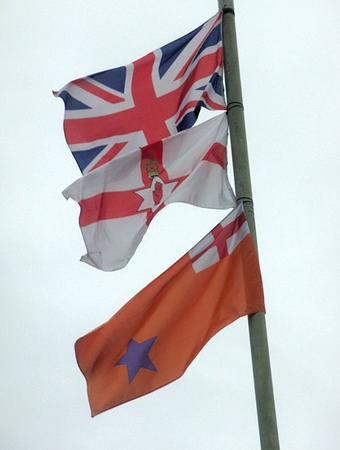
پرچم اتحاد، پرچم اولستر و پرچم دستور نارنجی نمادهایی هستند که اغلب توسط وفاداران در ایرلند شمالی به اهتزاز در می‌آیند

وفاداری در اولستر جنبشی سیاسی است که تمایل به نگهداری ایرلند شمالی در درون پادشاهی متحده دارد. وفاداران اولستر مانند بیشتر اتحادگرایان بریتانیایی به حکومت سلطنتی انگلیس وابسته هستند و از ادامه حیات ایرلند شمالی در قالب کنونیش حمایت می‌کنند و با تشکیل ایرلند متحد مخالفند. وفاداری به اولستر نوعی ملی‌گرایی قومی و «تنوع ملی‌گرایی بریتانیایی» توصیف شده‌است.
وفاداری به اولستر در اواخر قرن نوزدهم، به عنوان واکنشی به جنبش قوانین محلی برای ایرلند و ظهور ناسیونالیسم ایرلندی پدید آمد. اگرچه بیشتر ایرلندی‌ها کاتولیک بود، اما در استان اولستر، پروتستان‌ها اکثریت قریب به اتفاق جمعیت بودند. اولستر از سایر مناطق ایرلند صنعتی‌تر بود و به شدت به تجارت با انگلیس وابسته بود. وفاداری به عنوان یک جنبش تعیین سرنوشت در میان پروتستان‌های اولستر که نمی‌خواستند بخشی از ایرلند خودمختار باشند، آغاز شد. در حالی که برخی از کاتولیک‌های ایرلندی نیز اتحادگرا بودند، وفاداری تنها بر میراث پروتستانی و اشتراک مذهبی با انگلیس تأکید داشت. این جنبش‌ها منجر به تقسیم ایرلند در سال ۱۹۲۱ شد. بیشتر ایرلند به یک کشور مستقل تبدیل شد، در حالی که حدود دو سوم از اولستر به عنوان قلمرو خودگردان ایرلند شمالی در انگلستان باقی مانده‌است.
از زمان تقسیم، بیشتر وفاداران از وضعیت ایرلند شمالی به عنوان بخشی از پادشاهی متحده، حمایت کرده‌اند. اصطلاحات «اتحادگرا» و «وفادار» اغلب به جای یکدیگر استفاده می‌شوند. وفاداران همچنین معروفند به این که در درجه اول به سلطنت پروتستان انگلیس وفادارند تا به دولت و نهادهای بریتانیایی. گرت فیتز جرالد استدلال می‌کرد که وفاداران بیشتر از «اتحاد»، به «اولستر» وفادارند. اقلیت کوچکی از وفاداران، خواهان تشکیل دولت مستقل پروتستان اولستر هستند، زیرا معتقدند که برای حمایت از اهداف خود نمی‌توانند به دولت بریتانیا اعتماد کنند (نگاه کنید به ملی‌گرایی اولستر).